# Lanista
Lanista is een geslacht van rechtvleugeligen uit de familie sabelsprinkhanen (Tettigoniidae). De wetenschappelijke naam van dit geslacht is voor het eerst geldig gepubliceerd in 1890 door Bolívar.

## Soorten
Het geslacht Lanista omvat de volgende soorten:
- Lanista affinis Bolívar, 1906
- Lanista annulicornis Walker, 1869
- Lanista crassicollis Bolívar, 1906
- Lanista varelai Bolívar, 1906